# پی‌یر-ژان رمی
پیر-ژان رمی (انگلیسی: Pierre-Jean Rémy؛ ۲۱ مارس ۱۹۳۷ – ۲۸ آوریل ۲۰۱۰) یک رمان‌نویس، و مقاله‌نویس اهل فرانسه بود. در ۱۶ ژوئن ۱۹۸۸ به عضویت فرهنگستان فرانسه برگزیده شد. وی از مدرسه علوم سیاسی پاریس فارغ‌التحصیل شد.
کتاب Une mort sale از رمی با عنوان مرگ کثیف و ترجمه مرتضی کلانتریان توسط انتشارات آگاه در سال ۱۳۵۶ منتشر شده است.
وی همچنین برنده جوایزی همچون لژیون دونور (فرمانده)، جایزه بزرگ رمان فرهنگستان فرانسه (۱۹۸۶)، و جایزه رنودو شده است.